# Junonia lemonias
Junonia lemonias, bướm hoa nâu là một loài bướm giáp phổ biến được tìm thấy ở Campuchia và Nam Á. Loài này được tìm thấy trong các khu vườn, vùng đất bỏ hoang và các khu rừng thưa.

## Mô tả
Loài này có màu nâu với nhiều đốm mắt cũng như các đốm với các vân màu đen và vàng chanh ở mặt trên của cánh. Mặt dưới có màu nâu xỉn, với các vân lượn sóng và các đốm có màu nâu và đen khác nhau. Ngoài ra còn có một đốm mắt ở đáy cánh trước. Các dạng mùa mưa và mùa khô khác nhau đáng kể về màu sắc và hình dạng. Ở dạng mùa mưa, các hoa văn rất rõ ràng và sặc sỡ và hình dạng cánh tròn hơn một chút. Ở dạng mùa khô, các hoa văn mờ và nhạt, đặc biệt là ở mặt dưới và mép cánh có nhiều góc cạnh và lởm chởm hơn. Điều này giúp bướm ngụy trang trong lớp lá khô.
Bướm hoa nâu là một loài bướm rất năng động và có thể được nhìn thấy đang phơi nắng với đôi cánh mở rộng hướng về phía mặt trời. Loài này nằm rất thấp so với mặt đất và có thể tiếp cận dễ dàng. Khi kiếm ăn, J. lemonias sẽ tìm kiếm thức ăn với một đôi cánh mở một nửa. Loài này bay khá khỏe và bay gần mặt đất với nhịp đập cánh nhanh và thường quay lại vị trí cũ. 

## Vòng đời

### Trứng
Trứng được đẻ đơn lẻ ở mặt dưới của lá. Trứng có màu xanh lục, hình trụ với các đường vân dọc.

### Ấu trùng
Sâu bướm có hình trụ, dày đều và được bao phủ bởi các hàng gai phân nhánh ở đầu. Ấu trùng có màu đen xỉn với ánh xanh nhạt và có sọc lưng màu đậm hơn. Có một vòng màu cam rõ ràng phía sau đầu. Ấu trùng nằm ở mặt dưới lá, nếu bị quấy rầy sẽ cuộn lên và rơi xuống đất.

### Nhộng
Ấu trùng thường hóa nhộng trong tán lá rậm rạp sát mặt đất. Nhộng nhỏ gọn, có các mấu hình nón nhỏ trên bề mặt gồ ghề. Nhộng được ngụy trang rất tốt với nhiều mảng màu nâu khác nhau với những vệt và đường mảnh.

## Cây chủ
Sâu bướm ăn các loài thực vật thuộc họ Ô rô, Dền, Cẩm quỳ, Thiến thảo, Đoạn và Cỏ roi ngựa. Các loài được ghi nhận bao gồm Alternanthera sessilis, Barleria cristata, Barleria prionitis, Blechum pyramidatum, Cannabis sativa, Corchorus capsularis, Dyschoriste repens, Eranthemum pulchellum, Hemigraphis schomburgkii, Hygrophila auriculata, Hygrophila costata, Hygrophila lancea, Lepidagathis formosensis, Lepidagathis curva, Nelsonia canescens, Ophiorrhiza japonica, Phyla nodiflora, Ruellia tuberosa, Sida rhombifolia và Strobilanthes formosanus.